# Maple Heights
Maple Heights – miasto w Stanach Zjednoczonych, w północnej części stanu Ohio, w pobliżu wybrzeża jeziora Erie. Liczba mieszkańców w 2000 roku wynosiła 26 156.